# National Historical Park

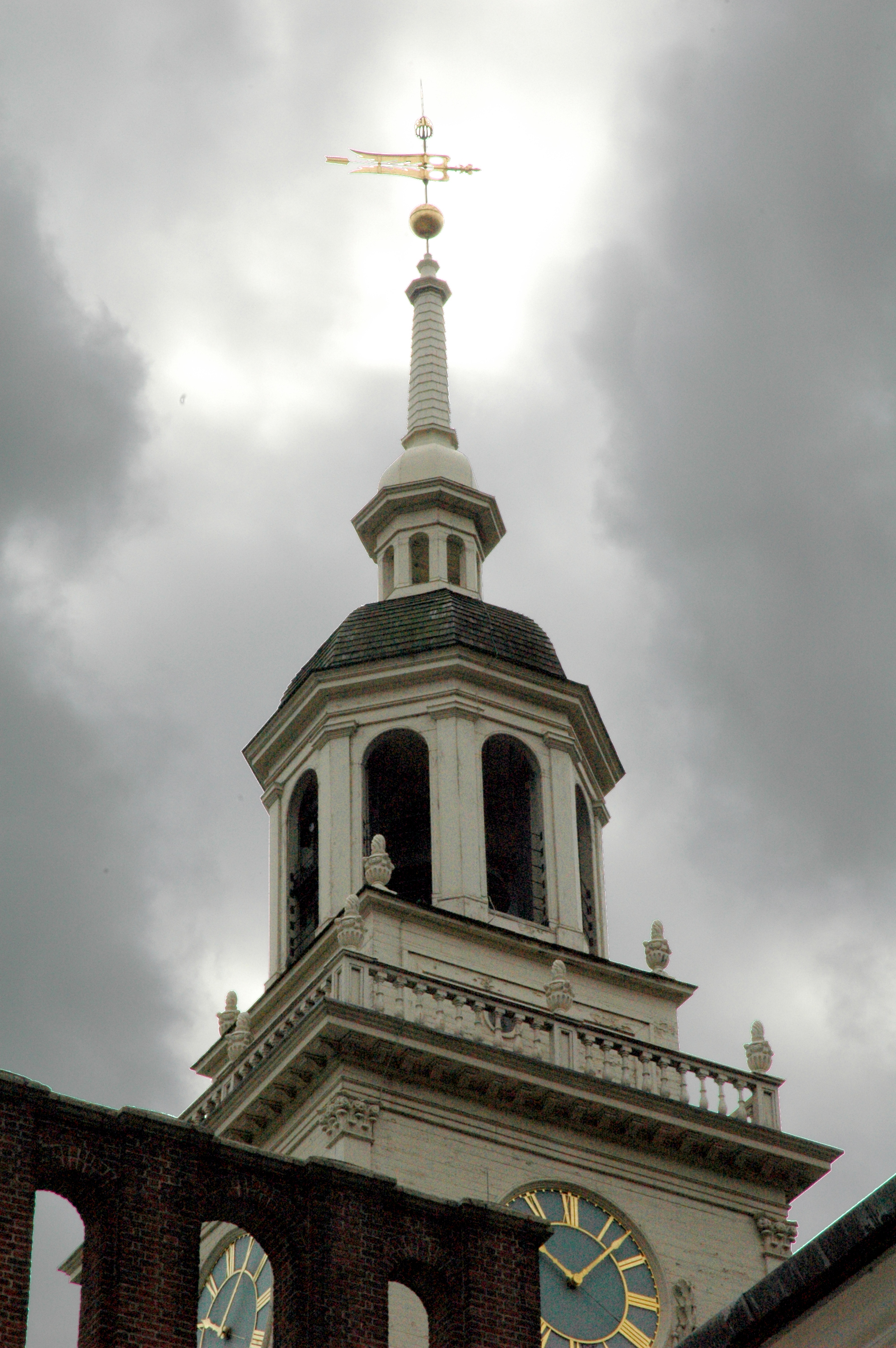
Der Glockenturm auf der Independence Hall, in dem früher die Liberty Bell hing (Independence National Historical Park)

Als National Historical Park werden in den Vereinigten Staaten von Amerika Einrichtungen oder Orte ausgewiesen, die als Denkmäler historisch bedeutend sind. Fast alle National Historic Parks stehen im Eigentum der US-Bundesregierung und sie werden vom National Park Service unter dem Dach des Innenministeriums verwaltet.
Beispiele für National Historical Parks sind:
- Der Chaco Culture National Historical Park – ein Siedlungszentrum der Pueblo-Kultur zwischen 850 und 1250.
- Die Ortschaft Appomattox Court House – in der 1865 die Nord-Virginia-Armee des konföderierten Heeres am Ende des Sezessionskriegs kapitulierte.
- Der Klondike Gold Rush National Historical Park – der Ort des Klondike-Goldrausches in Alaska, 1896.

Einzelne historisch bedeutenden Gebäude oder kleinräumigere Denkmäler des Bundes werden als National Historic Site ausgewiesen.

## Liste der National Historical Parks
Es gibt 61 National Historical Parks (Stand 2021):
| Name | Bundesstaat                               |
| --- | ----------------------------------------- |
| Abraham Lincoln Birthplace National Historical Park | Kentucky                                  |
| Adams National Historical Park | Massachusetts                             |
| Appomattox Court House National Historical Park | Virginia                                  |
| Blackstone River Valley National Historical Park | Rhode Island, Massachusetts               |
| Boston National Historical Park | Massachusetts                             |
| Brown v. Board of Education National Historical Park | Kansas                                    |
| Cane River Creole National Historical Park | Louisiana                                 |
| Cedar Creek and Belle Grove National Historical Park | Virginia                                  |
| Chaco Culture National Historical Park | New Mexico                                |
| Chesapeake and Ohio Canal National Historical Park | Maryland, Washington, D.C., West Virginia |
| Colonial National Historical Park - Cape Henry Memorial - Colonial Parkway - Jamestown National Historic Site (zugeordnetes Gebiet) - Yorktown Battlefield - Yorktown National Cemetery | Virginia                                  |
| Cumberland Gap National Historical Park | Kentucky, Tennessee, Virginia             |
| Dayton Aviation Heritage National Historical Park | Ohio                                      |
| First State National Historical Park | Delaware, Pennsylvania                    |
| Fort Sumter and Fort Moultrie National Historical Park | South Carolina                            |
| George Rogers Clark National Historical Park | Indiana                                   |
| Golden Spike National Historical Park | Utah                                      |
| Harpers Ferry National Historical Park | West Virginia                             |
| Harriet Tubman National Historical Park | New York                                  |
| Harriet Tubman Underground Railroad National Historical Park | Maryland                                  |
| Homestead National Historical Park | Nebraska                                  |
| Hopewell Culture National Historical Park | Ohio                                      |
| Independence National Historical Park - Benjamin Franklin National Memorial (zugeordnetes Gebiet) - Deshler-Morris House - Gloria Dei (Old Swedes’) Church National Historic Site (zugeordnetes Gebiet) - Independence Hall - National Constitution Center - Thaddeus Kosciuszko National Memorial | Pennsylvania                              |
| Jean Lafitte National Historical Park and Preserve - Chalmette National Cemetery | Louisiana                                 |
| Jimmy Carter National Historical Park | Georgia                                   |
| Kalaupapa National Historical Park | Hawaii                                    |
| Kaloko-Honokōhau National Historical Park | Hawaii                                    |
| Keweenaw National Historical Park | Michigan                                  |
| Klondike Gold Rush National Historical Park | Alaska, Washington                        |
| Lewis and Clark National Historical Park - Fort Clatsop | Oregon, Washington                        |
| Lowell National Historical Park | Massachusetts                             |
| Lyndon B. Johnson National Historical Park | Texas                                     |
| Manhattan Project National Historical Park | New Mexico, Tennessee, Washington         |
| Marsh-Billings-Rockefeller National Historical Park | Vermont                                   |
| Martin Luther King, Jr. National Historical Park | Georgia                                   |
| Minute Man National Historical Park | Massachusetts                             |
| Morristown National Historical Park | New Jersey                                |
| Natchez National Historical Park | Mississippi                               |
| New Bedford Whaling National Historical Park | Massachusetts                             |
| New Orleans Jazz National Historical Park | Louisiana                                 |
| Nez Perce National Historical Park | Idaho, Montana, Oregon, Washington        |
| Ocmulgee Mounds National Historical Park | Georgia                                   |
| Palo Alto Battlefield National Historical Park | Texas                                     |
| Paterson Great Falls National Historical Park | New Jersey                                |
| Pecos National Historical Park | New Mexico                                |
| Pullman National Historical Park | Illinois                                  |
| Puʻuhonua o Hōnaunau National Historical Park | Hawaii                                    |
| Reconstruction Era National Historical Park | South Carolina                            |
| Rosie the Riveter/World War II Home Front National Historical Park | Kalifornien                               |
| Saint-Gaudens National Historical Park | New Hampshire                             |
| Salt River Bay National Historical Park and Ecological Preserve | Amerikanische Jungferninseln              |
| San Antonio Missions National Historical Park | Texas                                     |
| San Francisco Maritime National Historical Park | Kalifornien                               |
| San Juan Island National Historical Park | Washington                                |
| Saratoga National Historical Park | New York                                  |
| Sitka National Historical Park | Alaska                                    |
| Ste. Geneviève National Historical Park | Missouri                                  |
| Thomas Edison National Historical Park | New Jersey                                |
| Tumacácori National Historical Park | Arizona                                   |
| Valley Forge National Historical Park | Pennsylvania                              |
| War in the Pacific National Historical Park | Guam                                      |
| Weir Farm National Historical Park | Connecticut                               |
| Women’s Rights National Historical Park | New York                                  |